# Jordan Peterson
Pour les articles homonymes, voir Peterson.
 (février 2022).
 (février 2022).
Jordan Peterson, né le 12 juin 1962 à Edmonton, est un psychologue clinicien canadien, professeur émérite de psychologie à l'Université de Toronto.
Ses principaux domaines de recherche sont le béhaviorisme, la psychologie sociale et la psychologie de la personnalité. Il porte un intérêt particulier à la psychologie des croyances religieuses et idéologiques, ainsi qu'à l'évaluation et l'amélioration de la personnalité et de la performance individuelle.
Il bénéficie d'une large audience en tant qu'intellectuel public à la fin des années 2010 pour ses points de vue concernant les questions culturelles et politiques, souvent décrites comme conservatrices.
Né et élevé en Alberta, Peterson a obtenu un baccalauréat en sciences politiques et en psychologie de l'Université de l'Alberta et un doctorat en psychologie clinique de l'Université McGill. Après avoir fait des recherches et enseigné à l'Université Harvard, il est revenu au Canada en 1998 pour se joindre de façon permanente à la faculté de psychologie de l'Université de Toronto. En 1999, il a publié son premier livre, Maps of Meaning: The Architecture of Belief, qui est devenu la base de plusieurs de ses conférences ultérieures. Le livre combine la psychologie, la mythologie, la religion, la littérature, la philosophie et les neurosciences pour analyser les systèmes de croyance et de sens.
Les conférences et les conversations de Peterson, propagées principalement via YouTube et des podcasts, ont rapidement recueilli des millions de vues. En 2018, il avait suspendu sa pratique clinique et ses fonctions d'enseignement et publié son deuxième livre : 12 Règles pour une vie : Un antidote au chaos. Promu avec une tournée mondiale, il est devenu un best-seller dans plusieurs pays. Tout au long de 2019 et 2020, Peterson a souffert de problèmes de santé à la suite d'un syndrome de sevrage sévère aux benzodiazépines. En 2021, il a publié son troisième livre, 12 nouvelles règles pour une vie : au-delà de l'ordre, a démissionné de l'Université de Toronto et est revenu au podcasting. En 2022, Peterson a signé un accord de distribution de contenu avec la société de médias conservatrice The Daily Wire.
En 2024, il est condamné à suivre un stage de bonne conduite, à la suite de ses propos jugés insultants à propos de la transidentité ou de l’obésité.

## Biographie
Peterson est né le 12 juin 1962 à Edmonton et a grandi à Fairview, dans l'Alberta.
Il est l’aîné de trois enfants nés de Beverly, une bibliothécaire au campus de Fairview du Grande Prairie Regional College, et Walter Peterson, un professeur d’école,. Son deuxième prénom est Bernt, comme son arrière-grand-père norvégien.
À l’âge de 13 ans, il découvre les écrits de George Orwell, Aldous Huxley, Alexandre Soljenitsyne et Ayn Rand par la bibliothécaire de son école Sandy Notley – mère de Rachel Notley, dirigeante du Nouveau Parti démocratique de l'Alberta et 17e Premier ministre de l’Alberta. Il travaille aussi pour le Nouveau Parti démocratique (NPD) du Canada pendant son adolescence, mais est déçu par le parti, qu'il quitte à l’âge de 18 ans.

## Formation
Après avoir obtenu son diplôme de la Fairview High School en 1979, Peterson entre au Grande Prairie Regional College pour faire des études de science politique et de littérature de langue anglaise. Plus tard, il étudie à l’Université d’Alberta, où il complète son Bachelor of Arts, en 1982. Il prend ensuite une année de congé pour visiter l’Europe où il développe un intérêt pour les origines psychologiques de la guerre froide, notamment pour le totalitarisme européen du début du XXe siècle,. Il est tourmenté par des cauchemars apocalyptiques au sujet de l’escalade entourant la course aux armements nucléaires. Comme conséquence, il s'intéresse à l'attirance de l'humanité pour le mal et la destruction et approfondit les œuvres de Carl Jung, Friedrich Nietzsche, Alexandre Soljenitsyne et Fiodor Dostoïevski. Il retourne ensuite à l’Université d’Alberta et y reçoit, en 1984, un baccalauréat des arts en psychologie. En 1985, il déménage à Montréal pour y fréquenter l’Université McGill. Il y obtient en 1991 son doctorat en psychologie clinique sous la supervision de Robert O. Pihl. Il poursuit des études postdoctorales à l'Institut universitaire en santé mentale Douglas de McGill jusqu’en juin 1993, travaillant avec Robert O. Pihl et Maurice Dongier,.

## Carrière
Peterson étudie à l'Université de l'Alberta et à l'Université McGill. Il reste à McGill, bénéficiant d’une bourse postdoctorale entre 1991 et 1993, avant d’entrer à l’université Harvard, où il occupe en premier lieu un poste d’assistant, puis un poste de professeur associé au département de psychologie,. En 1998, il retourne au Canada à l’Université de Toronto comme professeur titulaire.
De juillet 1993 à juin 1998, Peterson habite à Arlington, Massachusetts. Il est enseignant et chercheur à l’université Harvard à titre de professeur assistant, puis de professeur associé au département de psychologie. Durant cette période à Harvard, il mène des études sur les agressions découlant de l’abus des drogues et de l’alcool et supervise un certain nombre de propositions de thèse non conventionnelles. Deux anciens doctorants, Shelley Carson, une psychologue et professeur de Harvard et l’auteur Gregg Hurwitz, se rappellent que les cours de Peterson étaient hautement admirés par les étudiants. En juillet 1998, il retourne au Canada et devient professeur titulaire à l’Université de Toronto,.
Les domaines d’étude et de recherche de Peterson se situent dans les disciplines de la psychopharmacologie, la psychologie de l’anormal, la neuropsychologie, la psychologie clinique, la psychologie de la personnalité, du social, industrielle et organisationnelle, de la religion, des idéologies, de la politique et de la créativité. Peterson est l’auteur ou co-auteur de plus de cent articles scientifiques. Il a plus de 20 ans de pratique clinique, recevant en consultation une vingtaine de personnes par semaine. En 2017, il décide de suspendre sa pratique clinique afin de mener de nouveaux projets et cesse d'enseigner à partir de 2018.
En 2004, une série télé en 13 parties, basée sur son livre Maps of Meaning: The Architecture of Belief, est diffusée sur TVOntario,,. Il apparaît aussi sur cette chaîne dans des émissions telles que Big Ideas et, depuis 2008, comme invité régulier sur The Agenda with Steve Paikin,. Depuis 2018, il est entre autres apparu sur BBC Radio 5 Live, Channel 4 News, Fox & Friends et Tucker Carlson Tonight, ABC's 7.30, Sky News Australia's Outsiders, et HBO's Real Time with Bill Maher.
En février 2018, Peterson a conclu une promesse avec l'Ordre des psychologues de l'Ontario après une plainte pour faute professionnelle concernant sa communication et les limites qu'il établit avec ses patients. Le collège n'a pas jugé nécessaire de mener une audience disciplinaire complète et a accepté que Peterson s'engage dans un engagement de trois mois pour travailler sur la priorisation de sa pratique et l'amélioration de ses communications avec les patients. Peterson n'a pas fait l'objet de sanctions disciplinaires ou de restrictions antérieures sur sa pratique clinique.

## Activités éditoriales
En 1999, son premier livre Maps of Meaning: The Architecture of Belief est publié. Cet ouvrage examine plusieurs champs académiques pour décrire la structure de systèmes de croyances et de mythes, le rôle de ces systèmes jouant dans la régulation d’émotions, la création de signification et la motivation du génocide,,. Son deuxième livre, 12 Règles pour une vie : Un antidote au chaos, est publié en janvier 2018,,.

### Maps of Meaning: The Architecture of Belief
Le livre, que Peterson a mis 13 ans à écrire, décrit une théorie complète de la façon dont les gens construisent signification et croyances ou créent des récits (« narratives », en anglais) en utilisant des idées de domaines divers incluant la mythologie, la religion, la littérature, la philosophie et la psychologie conformément à la compréhension scientifique moderne du fonctionnement du cerveau,,.
Selon Peterson, son objectif principal était d’examiner les raisons pour lesquelles des individus et des groupes participent aux conflits sociaux, d’explorer le raisonnement et la motivation utilisés pour soutenir leurs systèmes de croyance (c'est-à-dire l’identification idéologique), qui se transforme parfois en tueries et en atrocités pathologiques comme les Goulags, l'Holocauste ou le génocide au Rwanda,,. Il considère que « l’analyse des idées religieuses du monde peut nous permettre de décrire notre moralité essentielle et finalement de développer un système universel de moralité ».

### 12 règles pour une vie: Un antidote au chaos
L’œuvre contient des principes éthiques abstraits concernant la vie, dans un style plus accessible et simple que Maps of Meaning,,. Pour promouvoir le livre, Peterson fait une tournée mondiale qui inclut notamment des entrevues, comme celle de Cathy Newman sur Channel 4 News,,. Dans un court laps de temps, l’interview reçoit une attention considérable ; plus de neuf millions de vues sur YouTube. 12 Règles pour une vie se place comme livre le plus vendu sur Amazon aux États-Unis et au Canada, ainsi que quatrième au Royaume-Uni. Il est publié en français en octobre 2018 chez Lafon. Face aux critiques, il se défend d'être d'extrême droite, notamment du fait des attaques de la part de l'extrême droite racialiste à l'encontre de ses idées.

### Chaîne YouTube et podcasts
En 2011, Peterson commence à enregistrer ses cours (Personality and Its Transformations, Maps of Meaning: The Architecture of Belief) et à les téléverser sur YouTube. Sa chaîne YouTube, suivie par de nombreux fans, obtient plus d’un million d’abonnés et ses vidéos reçoivent collectivement plus de 50 millions de vues à la date d’avril 2018,,. Pour cette raison, il est parfois qualifié de « star de YouTube » ou de « célébrité inhabituelle ».
En janvier 2017, il engage une équipe de production pour filmer les cours de psychologie à l’université de Toronto. Il fait une collecte de fonds via le site de don en ligne Patreon après avoir été entraîné dans la controverse de Bill C-16 en septembre de 2016. Sa levée de fonds au travers de Patreon augmente de 1 000 dollars par mois en août 2016 à 14 000 dollars en janvier 2017 et plus de 50 000 dollars en juillet 2017,. En janvier 2019, Peterson, dans une vidéo commune avec Dave Rubin, annonce qu'il quitte Patreon en raison de la « propension de Patreon à censurer ». Cette décision fait suite au bannissement du vidéaste Carl Benjamin (Sargon of Akkad) de la plate-forme. Peterson et Rubin envisagent de créer prochainement leur propre plate-forme de crowdsourcing.
En mai 2017, Peterson commence la série de conférences en direct dans des théâtres The Psychological Significance of the Biblical Stories, aussi publiée en podcast, dans lesquelles il analyse les narratifs archétypaux dans la Genèse comme schémas de comportement vitaux pour la stabilité personnelle, sociale et culturelle.

### Self Authoring Suite
Peterson et ses collègues Robert O. Pihl, Daniel Higgins et Michaela Schippers ont généré un programme de thérapie d’écriture comportant une série d’exercices d’écriture en ligne, intitulé la Self Authoring Suite. Le programme contient le Past Authoring Program, une autobiographie guidée, deux Present Authoring Programs, qui permettent aux participants d’analyser leurs défauts et vertus de personnalité dans les termes du modèle de personnalité Big Five ; et le Future Authoring Program, qui guide les participants au travers du processus de planification de leurs avenirs désirés. Le dernier programme a été utilisé avec des étudiants de McGill University placés en probation académique pour améliorer leurs notes, ainsi que, depuis 2011, à la Rotterdam School of Management, Erasmus University,. Les programmes de Self Authoring ont été développés partiellement sur la base de la recherche de James W. Pennebaker à l’université de Texas à Austin et Gary Latham à la Rotman School of Management de l’université de Toronto. Une étude de 2015, co-écrite par Peterson, démontre une réduction significative des écarts de performance entre les différents groupes ethniques et de genre, notamment parmi les étudiants de sexe masculin, appartenant à des minorités ethniques. Selon Peterson, plus de 10 000 étudiants ont utilisé le programme à la date de janvier 2017, avec des taux d’abandon qui ont diminué de 25 % et des notes moyennes qui ont augmenté de 20 %.

## Déclarations publiques et opinions politiques

### Déclarations à propos de l'égalité hommes/femmes et la masculinité
Invité lors d'un débat houleux sur la chaîne britannique Channel 4 le 16 janvier 2018, Jordan Peterson a déclaré que la question de l’écart salarial entre les femmes et les hommes ne constitue pas une discrimination liée au sexe ni un acte de domination masculine : « On ne peut pas dire que l’organisation de nos sociétés est une conséquence du patriarcat capitaliste. C’est absurde et c’est faux ».
Dans une de ses conférences filmées et publiées sur sa chaîne YouTube, il affirmait : « Au fur et à mesure que la demande d'égalité et l'éradication de la masculinité s'accélèrent, il y aura un désir inconscient pour l'exact opposé. Plus vous criez pour l'égalité, plus votre inconscient va admirer la domination ».
D'après lui, la principale raison pour laquelle son public semble être majoritairement masculin est parce que ses vidéos et son dernier livre, 12 Rules for Life (« 12 règles pour la vie ») encouragent les jeunes hommes à s’affirmer.

### Critiques de la gauche radicale, du féminisme et du «politiquement correct»
Jordan Peterson affirme ne pas faire de politique. « Je ne joue pas à un niveau politique, je joue à un niveau philosophique ou peut-être à un niveau théologique. »
Cependant, il s'identifie comme étant un libéral classique britannique qui met l'accent sur la liberté d'expression,. Il critique notamment certains éléments, factions et membres du féminisme moderne et, parmi les féministes, les militants LGBT et les antiracistes, dont il classifie une partie comme les « gauchistes radicaux » et « les féministes radicales »,. Il a déclaré lors d'une de ses conférences : « Il y a cette alliance folle entre les féministes et les islamistes radicaux que je ne comprends pas. Pourquoi les féministes ne passent-elles pas leur temps à protester sans cesse contre l'Arabie saoudite me dépasse complètement. […] Les féministes radicales sont-elles attirées par cette domination masculine totalitaire qu'elles ont chassée de l'Occident ? ».
Il les accuse d’instaurer un « politiquement correct » totalitaire qui menacerait, selon lui, la liberté d’expression. « Nous devons pouvoir dire ce que nous voulons avec force, ou nous ne pourrons plus penser du tout », s'est-il écrié à l'université de Toronto. Lorsque l'universitaire est invité sur la chaîne conservatrice américaine Fox News pour un entretien le 23 janvier 2018, un journaliste lui demande : « Êtes-vous un suprémaciste blanc ? », question à laquelle Peterson rigole et répond : « Non. » Puis il déclare : « Dans le monde dans lequel on vit aujourd'hui, si vous vous opposez à la gauche radicale, ce que je fais assurément, la stratégie la plus facile pour les gens de la gauche radicale est de vous qualifier de termes péjoratifs ».
Plusieurs médias l'ont décrit comme un porte-parole ou héros pour l'alt-right au Canada et aux États-Unis, ou plus généralement d'une droite américaine conservatrice, relativement masculiniste, et antiféministe. Peterson lui-même réfute pourtant cette affiliation à la droite radicale en la critiquant également vivement. Selon lui, la montée de l'alt-right est un phénomène particulièrement dangereux mais imputable à la gauche radicale américaine qui, de par son programme, fournit par négligence un appui à la base des arguments identitaires de ce mouvement.

### Opposition à la loi C-16 et accusations de transphobie
Peterson est connu pour s'être opposé au projet de loi fédérale C-16 (en), introduit par le gouvernement de Justin Trudeau en mai 2016 et devenu loi en juin 2017, qui proposait de modifier la loi canadienne afin d’interdire la discrimination envers les personnes transgenres. Revendiquant la liberté d'expression contre les « diktats linguistiques » des « gauchistes radicaux », il refuse d'être obligé d'utiliser un pronom personnel neutre pour désigner une personne transgenre lors de ses déclarations publiques à l'université de Toronto. Il déclare craindre que C-16 ne le rende de facto coupable d’une violation de la loi. Il est ainsi généralement perçu soit comme un « martyr de la liberté d'expression », ou fustigé comme un transphobe. Il a fait l'objet d'une campagne de protestation par des militants trans.
En avril 2022, il rédige un tweet dans lequel il estime que le chirurgien ayant opéré l'acteur trans Elliot Page est un criminel comparable aux médecins fascistes ayant conduit les expérimentations médicales nazies. Cela lui vaut d'être temporairement banni de Twitter au motif d'incitation à la haine. Il enregistre une vidéo pour préciser son point de vue et celle-ci est tournée en ridicule, des passages de son intervention devenant des mèmes.

### Médiatisation de l'intellectuel
À la suite de son intervention sur Channel 4 qui est saluée par ses nombreux admirateurs sur Internet, Jordan Peterson devient davantage invité dans les médias anglo-saxons, et bien plus médiatisé. Le New York Times parle alors d'un « moment Jordan Peterson ».
Jordan Peterson avait pourtant déjà fait l'objet de controverses, par exemple lorsqu'une assistante de recherche à l'Université Wilfrid-Laurier avait projeté l'extrait d’une vidéo YouTube de Peterson, qu'un étudiant avait porté plainte et qu'elle avait été convoquée par la direction. La présidente de l'université, Deborah MacLatchy, a par la suite publié une lettre d'excuses, avouant au passage qu'aucun étudiant n'avait porté plainte, que l'assistante de recherche n'avait enfreint aucun règlement intérieur de l'université et qu'il n'y avait aucune raison de la convoquer,,.
Un article « portrait » de M, le magazine du Monde décrit, en février 2018, Jordan Peterson comme « le nouveau héraut des masculinistes » et un « idéologue décrié ». Le média français Brut lui consacre, en février 2018, une vidéo qui le décrit comme « le nouveau héros de l'alt-right américaine conservatrice » et constate qu'il est « désormais invité régulier des télés anglo-saxonnes » et qu'il « n'hésite pas à déstabiliser ses intervieweurs ».
En décembre 2018, le journaliste Martin Weill interviewe Peterson dans le cadre de son émission Martin Weill et les Nouveaux Gourous. L'Express estime que le journaliste arrive « à rendre son reportage aussi prenant qu'inquiétant ». Néanmoins, celui-ci est vivement critiqué par Contrepoints, qui pointe « la mauvaise foi du journaliste », les « traductions approximatives » et « le troncage excessif ».
En 2019, Patricia Marcoccia produit et publie le documentaire The Rise of Jordan Peterson, version théâtralisée de sa série documentaire Shut Him Down: The Rise of Jordan Peterson. Dans ce dernier, Marcoccia présente l'évolution et la médiatisation du psychologue à travers sa vie privée, ses opposants et son rapport au public depuis 2016, moment où débutent les controverses autour du projet de la loi fédérale C-16 (en).

### Religion
Dans une interview en 2017, on a demandé à Peterson s'il était chrétien; il a répondu: « Je suppose que la réponse la plus simple à cela est oui. » Lorsqu'on lui a demandé s'il croyait en Dieu, Peterson a répondu: « Je pense que la bonne réponse à cela est non, mais j'ai peur qu'il puisse exister. »
Écrivant pour The Spectator, Tim Lott a déclaré que Peterson s'inspire de l'interprétation jungienne de la religion et a des opinions similaires à l'existentialisme chrétien de Søren Kierkegaard et Paul Tillich. Lott a également déclaré que Peterson respecte le taoïsme, car il considère la nature comme une lutte entre l'ordre et le chaos et postule que la vie n'aurait aucun sens sans cette dualité. Il a également exprimé son admiration pour certains des enseignements de l'Église orthodoxe orientale,.

### Condamnation de ses propos
En novembre 2022, l’Ordre des psychologues de l’Ontario émet une sanction à son égard, à cause de ses propos émis sur les réseaux sociaux au sujet de la transidentité ou de l’obésité. En août 2024, la Cour suprême du Canada le déboute de sa dernière voie de recours, il est condamné à suivre un stage de bonne conduite, basé sur du mentorat pour corriger l’expression publique de ses convictions.

## Vie personnelle

### Famille
Peterson a épousé Tammy Roberts en 1989, avec qui il a une fille (Mikhaila) et un fils (Julian).

### Problèmes de santé
Fin 2020, Peterson a demandé une désintoxication "d'urgence" de la dépendance aux benzodiazépines. Peterson a déclaré que cette cure de désintoxication était le résultat de l'augmentation de sa dose prescrite de clonazépam après que sa femme Tammy eut reçu un diagnostic de cancer du rein. Selon Peterson, il a fait plusieurs tentatives pour réduire la dose ou arrêter complètement le médicament, mais a connu un "horrible" syndrome de sevrage des benzodiazépines.

## Décorations
- Grand-croix de l'ordre du Mérite hongrois[62]

## Dans la culture populaire
En 2021, Ta-Nehisi Coates publie le volume 9 #28 de Captain America, dans lequel Red Skull suit les thèses de Peterson.
La réalisatrice Olivia Wilde affirme s'être inspirée de Peterson pour le personnage de Frank, dans le film Don't Worry Darling,,.

## Publications

### Livres en anglais
- (en) Peterson B. Jordan, Maps of Meaning : The Architecture of Belief, Routledge, 1999, 541 p. (ISBN 978-0-415-92222-7, lire en ligne)
- (en) 12 Rules for Life : An Antidote to Chaos, Random House Canada, 2018, 448 p. (ISBN 978-0-345-81602-3)
- (en) Beyond Order : 12 More Rules for Life, Random House Canada, 2021, 432 p. (ISBN 9780735278332)

### Traductions françaises
- 12 Règles pour une vie : Un antidote au chaos [« 12 Rules for Life : An Antidote to Chaos »]  (trad. de l'anglais), Neuilly-sur-Seine, Michel Lafon, 2018, 439 p. (ISBN 978-2-7499-3772-4)
- 12 nouvelles règles pour une vie : au-delà de l'ordre [« Beyond Order : 12 More Rules for Life »]  (trad. de l'anglais), Neuilly-sur-Seine, Michel Lafon, 2021, 395 p. (ISBN 978-2749944876)

### Articles (sélection)
- (en) Peterson J. B., Rothfleisch J., Zalazo P. et Pihl R. O., « Acute alcohol intoxication and cognitive functioning », Journal of Studies on Alchohol, vol. 51, no 2,‎ 1990, p. 114–122 (DOI 10.15288/jsa.1990.51.114, lire en ligne)
- (en) Pihl R. O., Peterson J. B. et Finn P. R., « Inherited Predisposition to Alcoholism: Characteristics of Sons of Male Alcoholics », Journal of Abnormal Psychology, vol. 99, no 3,‎ 1990, p. 291–301 (DOI 10.1037/0021-843X.99.3.291, lire en ligne)
- (en) Pihl R. O., Peterson J. B. et Lau M. A., « A biosocial model of the alcohol-aggression relationship », Journal of Studies on Alchohol, Supplement, vol. 11,‎ 1993, p. 128–139 (DOI 10.15288/jsas.1993.s11.128, lire en ligne)
- (en)Stewart S. H., Peterson J. B. et Pihl R. O., « Anxiety sensitivity and self-reported alcohol consumption rates in university women », Journal of Anxiety Disorders (en), vol. 9, no 4,‎ 1995, p. 283–292 (DOI 10.1016/0887-6185(95)00009-D, lire en ligne)
- (en)Peterson J. B., Smith K. W. et Carson S., « Openness and extraversion are associated with reduced latent inhibition: replication and commentary », Personality and Individual Differences, vol. 33, no 7,‎ 2002, p. 1137–1147 (DOI 10.1016/S0191-8869(02)00004-1, lire en ligne)

### Film / Documentaire
- The Rise of Jordan Peterson (2019)[67]